# Lardero
Lardero – gmina w Hiszpanii, w prowincji La Rioja, w La Rioja, o powierzchni 20,36 km². W 2011 roku gmina liczyła 8750 mieszkańców.